# Elise Breuer
Pour les articles homonymes, voir Breuer (homonymie).
Elise Breuer (Else Breuer), née le 31 mai 1872 à Münster et décédée après 1914 est une chanteuse d'opéra allemande (soprano).

## Biographie
Dès ses débuts, son talent musical est reconnu. Elle étudie d'abord à Münster, puis à Dresde avec August Iffert. En 1886, elle continue sa formation auprès de Jules Stockhausen à Francfort.
Après deux années d'études, elle donne son premier concert dans sa ville natale. Sur les conseils de Heinrich Gudehus, elle se rend à Brême en 1890 et apparaît pour la première fois sur scène. En 1891, elle est engagée à Sondershausen, en 1892 à Halle[Laquelle ?], 1896 à Bâle et en 1897 à Brunswick, où elle reste jusqu'en 1900. De 1900 à 1905 elle est membre de l'opéra de Munich. Elle se produit ensuite à Berlin jusqu'en 1914.
Au festival de Bayreuth, elle interprète en 1899 Ortlinde dans Die Walküre et une soliste des « Filles-fleurs » dans Parsifal. En 1908 et 1910, elle chante au festival Wagner de Munich.

## Source de traduction
- (de) Cet article est partiellement ou en totalité issu de l’article de Wikipédia en allemand intitulé « Elise Breuer » (voir la liste des auteurs).